# Warren Christopher
Warren Minor Christopher (ur. 27 października 1925, zm. 18 marca 2011 w Los Angeles) – amerykański dyplomata i prawnik. Podczas pierwszej kadencji Billa Clintona sprawował funkcję 63. amerykańskiego sekretarza stanu.
Urodzony w Scranton w Dakocie Północnej, w 1945 roku ukończył University of Southern California. W latach 1946–1949 uczęszczał do Stanford Law School.
Od października 1949 do września 1950 pracował jako urzędnik u Williama O. Douglasa w Sądzie Najwyższym Stanów Zjednoczonych. Odbył także staż prawniczy w firmie O’Melveny & Myers w latach 1950–1967, rok później został wspólnikiem firmy.
Christopher Warren został zaprzysiężony na zastępcę sekretarza stanu 26 stycznia 1977 i sprawował tę funkcję do 20 stycznia 1981. W tym okresie zasłynął jako umiejętny negocjator w sprawie uwolnienia przetrzymywanych w Iranie 52 amerykańskich zakładników. 16 stycznia 1981 z rąk prezydenta Cartera otrzymał Medal Wolności – najwyższe cywilne odznaczenie Stanów Zjednoczonych. Od roku 1980 był przez pewien czas, pomiędzy ustąpieniem swego szefa Cyrusa Vance’a a zaprzysiężeniem jego następcy, Edmunda Muskiego, p.o. sekretarza stanu.
Doświadczenie zawodowe tego polityka obejmuje m.in. bycie prezydentem Los Angeles County Bar Association (1974–1975), członkiem Rady Gubernatorów Zrzeszenia Prawników Kalifornii oraz specjalnym doradcą gubernatora Kalifornii Edmunda Browna.
Warren Christopher był także prezydentem Rady Zarządu Uniwersytetu Stanforda, a także prezesem Rady Zarządu Carnegie Corporation w Nowym Jorku.
20 stycznia 1993 został zaprzysiężony na 63. sekretarza stanu i piastował to stanowisko do roku 1997.
Christopher był żonaty z Marie Wyllis i miał czwórkę dzieci (Lynn, Scott, Thomas i Kristen).
Był autorem książek: In the Stream of History: Shaping Foreign Policy for a New Era (1998), i Chances of a Lifetime (2001). Zmarł w swoim domu z powodu komplikacji po raku pęcherzyka żółciowego i nerki.